# 5214 Одзора
5214 Одзора (5214 Oozora) — астероїд головного поясу, відкритий 13 листопада 1990 року.
Тіссеранів параметр щодо Юпітера — 3,661.
Названо на честь Одзора (яп. おおぞら о: дзора)